# Liste der Naturdenkmale in Löwenstein
| Naturdenkmale | Anzahl |
| ------------- | ------ |
| FND           | 2      |
| END           | 4      |
| Gesamt        | 6      |

Die Liste der Naturdenkmale in Löwenstein nennt die verordneten Naturdenkmale (ND) der im baden-württembergischen Landkreis Heilbronn liegenden Stadt Löwenstein. In Löwenstein gibt es insgesamt sechs als Naturdenkmal geschützte Objekte, davon zwei flächenhafte Naturdenkmale (FND) und vier Einzelgebilde-Naturdenkmale (END).
Stand: 1. November 2016.

## Flächenhafte Naturdenkmale (FND)
| Name                     | Bild | Kennung     | Einzelheiten | Position | Fläche Hektar | Datum         |
| ------------------------ | ---- | ----------- | ------------ | -------- | ------------- | ------------- |
| Säuhagenklinge           | BW   | 81250590002 | Löwenstein   | ⊙        | 4,7           | 18. Juli 1986 |
| Steinfelsklinge          | BW   | 81250590001 | Löwenstein   | ⊙        | 4,9           | 18. Juli 1986 |
| Legende für Naturdenkmal |      |             |              |          |               |               |

## Einzelgebilde (END)
| Name                       | Bild | Kennung     | Einzelheiten                                           | Position | Fläche Hektar | Datum         |
| -------------------------- | ---- | ----------- | ------------------------------------------------------ | -------- | ------------- | ------------- |
| 1 Lebensbaum               | BW   | 81250590006 | Löwenstein                                             | ⊙        | 0,0           | 18. Juli 1986 |
| 1 Linde, sog. „Sedanlinde“ | BW   | 81250590003 | Löwenstein Nicht mehr in der LUBW-Datenbank vorhanden. | ⊙        | 0,0           | 18. Juli 1986 |
| 1 Mammutbaum               |      | 81250590004 | Löwenstein                                             | ⊙        | 0,0           | 18. Juli 1986 |
| 1 Mammutbaum               |      | 81250590005 | Löwenstein                                             | ⊙        | 0,0           | 18. Juli 1986 |
| Legende für Naturdenkmal   |      |             |                                                        |          |               |               |